# Heinrich Cobet
Heinrich Cobet (* 27. September 1904 in Hamm; † 5. Februar 1994 in
Frankfurt am Main) war ein deutscher Buchhändler und Verleger in Frankfurt am Main, ein Initiator der nach dem Zweiten Weltkrieg neu begründeten Deutschen Bibliothek in Frankfurt am Main, der Frankfurter Buchmesse und des Friedenspreises des Deutschen Buchhandels sowie des Börsenvereins Deutscher Verleger- und Buchhändler-Verbände (heute: Börsenverein des Deutschen Buchhandels) mit Sitz in Frankfurt am Main.

## Leben
Heinrich Cobet wuchs als Sohn eines westfälischen Apothekers hugenottischer Abstammung auf. Seine Vorfahren, die ihren Namen „Caubet“ schrieben, stammten aus Clairac im Département Lot-et-Garonne. Nach dem Schulbesuch in Hamm schloss er sein Examen an der Buchhändler-Lehranstalt in Leipzig ab. 1926 kam er nach Frankfurt am Main und ging dort in der 1920 gegründeten Jugendbücherstube von Walter Schatzki zur Lehre. Nebenbei studierte er in Heidelberg bei Karl Mannheim, dem späteren Ordinarius für Soziologie in Frankfurt. Dessen Theorien zur Bewusstseinsbildung erschienen ihm als angehenden Buchhändler besonders interessant. Nach der Machtergreifung der Nationalsozialisten 1933 folgte er Walter Schatzki in dessen erzwungenes Exil nach London. Sein eigentliches Ziel der Promotion konnte er dort wegen der äußeren Umstände der Emigration jedoch nicht realisieren. Cobet kam daher recht bald nach Frankfurt zurück und übernahm dort die Jugendbücherstube Schatzkis an der Börsenstraße zusammen mit seinem Freund und Kompagnon Richard Schumann.
Nach seinem Kriegseinsatz fand Cobet nicht nur die gesamte Frankfurter Innenstadt, sondern auch das Gebäude seiner Bücherstube in Trümmern vor, im Keller fanden sich noch Reste verkohlter Bücher aus dem ehemaligen Lager. Direkt im Kellergewölbe begann er mit dem allmählichen Wiederaufbau der Frankfurter Bücherstube Schumann & Cobet, der er einen eigenen Verlag angliederte.

### Initiativen
Nachdem Leipzig in der sowjetischen Zone Deutschlands lag, erschien das „Börsenblatt des Deutschen Buchhandels“ seit August 1945 in Frankfurt am Main.
Heinrich Cobet, Hanns Wilhelm Eppelsheimer, Vittorio Klostermann und Georg Kurt Schauer initiierten 1946 die Neugründung der Deutschen Bibliothek mit Sitz in Frankfurt am Main. Die Stadt Frankfurt sagte eine personelle und finanzielle Unterstützung zu, die amerikanische Militärregierung genehmigte die Gründung. Im Tabakzimmer der ehemaligen Rothschildschen Bibliothek am Untermainkai 15, die der ausgebombten Stadt- und Universitätsbibliothek als Unterkunft diente, nahm die Deutsche Bibliothek ihre Arbeit auf.
Im Kontext der (letztlich zugunsten Bonns erfolglosen) Bestrebungen Frankfurts, Hauptstadt eines westdeutschen Teilstaates zu werden, sind auch die Anstrengungen zu sehen, zentrale Organisationen, Einrichtungen und Veranstaltungen des Buchwesens nach Frankfurt zu holen.
Im Mai 1948 vereinigten sich die professionellen Arbeitsgemeinschaften der britischen und amerikanischen Zone zur Arbeitsgemeinschaft Deutscher Verleger- und Buchhändlerverbände als „Vorstufe zu einer ganz Deutschland umfassenden Vereinigung der Buchhändler“ mit Sitz in Frankfurt.
Das Jahr 1948 brachte jedoch die Problematik der Währungsreform mit sich. Für den Buchhandel zunächst ein deutlicher Einbruch, denn die Menschen gaben das wenige Geld in erster Linie für Lebensmittel und Kleidung aus, nicht für Bücher. Ein neuer Impuls musste her, eine Buchmesse.
Schon 1946 verlegte Heinrich Cobet die Textfassung der Ansprache des Frankfurter Oberbürgermeisters Walter Kolb zur Verleihung des Goethepreises an Hermann Hesse. 1948 erschien anlässlich des 100. Jahrestag der Frankfurter Nationalversammlung in der gerade wieder errichteten Paulskirche das von Cobet herausgegebene bibliophile Werk „500 Jahre Buch und Druck in Frankfurt“ von Fried Lübbecke. Im gleichen Jahr widmete er sich auch einem anderen Werk mit Frankfurt-Bezug, dem Struwwelpeter von Heinrich Hoffmann, den er neu auflegte.
Buchhändler und Verlage nahmen 1949 noch einmal an der branchenübergreifenden Frankfurter Frühjahrsmesse teil, über die die Frankfurter Rundschau in einem Rückblick schrieb: „Der ausländische Messegast wird von den verschiedensten deutschen Industrien ein recht imponierendes Bild mitgenommen haben, kaum aber von Deutschlands geistiger Produktion, auf die wir uns gern so viel einbilden.“ Kritisiert wurde, wie wenige Buchhändler und Verlage andere Produkte als „Reisekarten, Schnittmuster, Ansichtskarten“ präsentierten.
So entstand die Idee einer eigenen Buchmesse unter alleiniger Führung des Hessischen Verleger- und Buchhändlerverbandes. Dessen Vorsitzender Alfred Grade schrieb dazu, dass „Frankfurt auch für eine zentrale Buchausstellung und -messe der günstigste Platz Westdeutschlands ist“. Dieses Urteil basierte auf Frankfurts zentraler Verkehrslage, obwohl Frankfurt, im Gegensatz zu Hamburg, Stuttgart oder München, zu dieser Zeit kaum bedeutende Verlage beherbergte.
Für die erste Frankfurter Buchmesse im September 1949 wurde Cobet in den Messeausschuss berufen. Diesem gehörten außerdem an: Alfred Grade, Walter Gericke (Verleger, Wiesbaden), Gottfried Löbmann (Dietrich’sche Verlagsbuchhandlung, Wiesbaden), Hans Bergmann (Buchhandlung Blazek & Bergmann, Frankfurt), Georg Kurt Schauer (Umschau Verlag, Frankfurt).
Cobet übertrug seinem Kriegskameraden Wilhelm Müller die Leitung des Messebüros, das in einer Kellerecke der Bücherstube mit einem Schreibtisch eingerichtet wurde, der aus zwei Kisten und einer Spanplatte, einer abgetakelten Schreibmaschine und zwei völlig durchgesessenen Stühlen bestand. Dort erfolgte die Planung und Koordination der gesamten Buchmesse, die in der Paulskirche stattfand. Dorthin, in die Nähe der historischen Buchgasse, das Zentrum des früheren Buchhändlerviertels in der Frankfurter Altstadt, gehörte die Buchmesse nach Cobets Ansicht. Dem Umzug auf das Messegelände im Jahr 1951 stand er dementsprechend skeptisch gegenüber, blieb aber weiter im Messeausschuss.

„Die Buchmesse zeigt, dass Frankfurt nicht nur ein wirtschaftliches, sondern auch ein geistiges Zentrum ist.“

Für eine Buchmesse jedoch standen mehrere deutsche Städte in Konkurrenz zueinander, neben Frankfurt vor allem Hamburg und Stuttgart. Für den Erfolg Frankfurts trug auch das Glück der Stunde bei:

„Ein besonders Glück war, dass ein Franzose, Monsieur Martin, eine Ausstellung französischer Bücher in den Römerhallen veranstaltete – und das war die Hilfe für die Internationalisierung der Buchmesse. Denn nachdem die Franzosen indirekt an dieser Messe teilnahmen, waren auch die Amerikaner, die Schweizer, die Österreicher, die Italiener daran interessiert zu sehen, welche Möglichkeiten sich auf dieser Buchmesse ergeben. Für Deutschland war es ganz entscheidend, dass die ersten intellektuellen internationalen Verbindungen über diese Buchmesse gefördert worden sind.“

In Hamburg stellten schließlich 57 Verlage aus, in Frankfurt 207. Kuriosum: Der Rowohlt-Verlag stellte nur in Hamburg aus, sein Verleger Ernst Rowohlt hielt jedoch in Frankfurt die Eröffnungsrede. Bei der ersten Frankfurter Buchmesse fanden kleine und große Aussteller die gleichen Bedingungen vor: große schräge Holzplatten mit fünf Leisten. 10.000 zahlende Messebesucher kamen, die Feuilletons der Zeitungen berichteten positiv, Aufträge im Wert von 2,6 Millionen DM wurden unterschrieben.
Cobet machte sich für die Verleihung eines Friedenspreises des Deutschen Buchhandels stark, nach dem nationalsozialistischen Terror als Zeichen der Versöhnung Deutschlands mit der Welt. Schon ab der zweiten Frankfurter Buchmesse wurde er vergeben, 1950 an den Schriftsteller Max Tau (Laudator: Bundespräsident Theodor Heuss), 1951 an Albert Schweitzer (Laudator: Adolf Grimme).
Schon 1953 überschritt die Anzahl der ausländischen Verleger die der deutschen. Aus der anfangs kleinen Initiative Frankfurter und Wiesbadener Buchhändler und Verleger wurde die größte Buchmesse der Welt.
Als Cobet erkannte, dass die sich abzeichnende deutsche Teilung von längerer Dauer sein würde, unternahm er zahlreiche Initiativen, dass zuvor in Leipzig beheimatete bedeutende Institutionen des deutschen Buchwesens in der 1949 gegründeten Bundesrepublik neu entstanden und in Frankfurt angesiedelt wurden. Auf seine maßgeblichen Bemühungen hin entstand der Börsenverein Deutscher Verleger- und Buchhändler-Verbände, der heutige Börsenverein des Deutschen Buchhandels mit Sitz in Frankfurt am Main. Mitstreiter war hierbei Alfred Grade.

„Die Buchhändler, die nicht Mitglied in der NSDAP gewesen waren, haben fast täglich zusammengegluckt, man war ständig im Gespräch. Für uns war sehr wichtig der Buchhändler Grade, denn der hatte – und das war für die Amerikaner ganz entscheidend – mit Anti-Hitler-Literatur gehandelt und dafür lange Zeit im Konzentrationslager Buchenwald gelitten. Nichts war damals wichtiger, als Leute aus dem aktiven Widerstand. Grade war besessen von der Vorstellung, die Einheit des deutschen Buchhandels über die damalige Ostzonengrenze hinweg festzuhalten.“

Zudem machte sich Cobet um die Ausbildung des Buchhandels durch die aktive Beteiligung an der Gründung der Schulen des Deutschen Buchhandels im Frankfurter Stadtteil Seckbach verdient. Darüber hinaus geht das Klingspor-Museum für Buch- und Schriftkunst des 20. Jahrhunderts in Offenbach am Main auf seine Anregung zurück.

## Niedergang
Cobet sah lange voraus, dass sich der alteingesessene Buchhandel in der Frankfurter Innenstadt nicht halten würde. Die Mieten erreichten exorbitante Ausmaße, die ein inhabergeführter Buchladen auf Dauer nicht erwirtschaften konnte. Ein Eigentümerwechsel des Hauses brachte schließlich das Ende der Frankfurter Bücherstube. 1988 mussten Schumann & Cobet ihr Geschäft verkaufen, eine der letzten individuell geprägten Buchhandlungen überhaupt. Neuer Besitzer wurde der Suhrkamp Verlag Siegfried Unseld, der die Buchhandlung auch nach einem Umbau des Stammhauses 1993 im alten Stil weiterführen wollte. Nur ein knappes Jahr nach Cobets Tod, zum 75. Jubiläum, wurde die Frankfurter Bücherstube Schumann & Cobet ganz geschlossen.

## Ehrungen
1981 erhielt Heinrich Cobet die Ehrenplakette der Stadt Frankfurt am Main. Im Jahr 1990 wurde ihm der Verdienstorden der Bundesrepublik Deutschland 1. Klasse verliehen.